# 精神科集中治療室
精神科集中治療室（せいしんかしゅうちゅうちりょうしつ)とは、精神疾患の症状が急激に悪化した患者や、合併症が出てしまった患者を集中して治療する施設のこと。特に、重篤な精神疾患を患い、緊急の治療が必要な患者を対象としている。英語ではPsychiatry Intensive Care Unitと読み、日本ではPsychiatry Intensive Care Unitの太文字を取り、PICUと呼ぶこともある。なお、小児集中治療室と同じ読み方。

## 役割
急性期精神障害の治療　幻覚、妄想、躁病などの急性期精神障害を、抗精神薬やその他の薬物療法、療法を使用して治療する。
- 身体的合併症の管理　(精神障害に伴う身体的合併症。精神病例えば、脱水症や感染症など。)
- 自殺のリスク管理
- 患者の安全確保
- 家族の支援

などがある。

## 概要
詳しくは集中治療室の概要を参照してください。ここでは集中治療室全般の概要を取り扱います。
集中治療のために濃密な診療体制とモニタリング用機器、ならびに生命維持装置などの高度の診療機器を整備した診療単位が主に定義されている。